# Trichordestra illabefacta
Trichordestra illabefacta là một loài bướm đêm trong họ Noctuidae.